# Ligue africaine de basket-ball 2023
Navigation
2022 2024
La saison 2023 de la Ligue africaine de basket-ball est la troisième saison de la Ligue africaine de basket-ball (BAL), compétition inter-clubs africains, née du partenariat entre la NBA et la FIBA.
La compétition débute le 11 mars 2023, avec 12 équipes réparties en deux conférences régionales, la conférence du Sahara, qui se déroule à Dakar en mars, et la conférence du Nil, qui a lieu au Caire entre fin avril et début mai. Les 4 premiers de chaque conférence s'affronteront lors des play-offs en mai à Kigali, la finale ayant lieu le 27 mai 2023.
Les Égyptiens d'Al Ahly remportent la compétition, s'imposant en finale face aux Sénégalais de l'AS Douanes.

## Équipes participantes
Les champions d'Angola, d'Égypte, du Nigeria, du Rwanda, du Sénégal et de Tunisie sont automatiquement qualifiés pour la Ligue africaine de basket-ball. Les champions des autres pays africains doivent passer par un tournoi de qualification organisée par la FIBA Afrique pour accéder à la phase finale de la compétition.
| Équipe               | Ville, pays            | Ligue nationale                             | Mode de qualification    |
| -------------------- | ---------------------- | ------------------------------------------- | ------------------------ |
| Petro de Luanda      | Luanda, Angola         | Unitel Basket                               | Champion d'Angola        |
| Al Ahly              | Gizeh, Égypte          | Super League                                | Champion d'Egypte        |
| Kwara Falcons (en)   | Ilorin, Nigeria        | NBBF Premier League                         | Champion du Nigeria      |
| REG                  | Kigali, Rwanda         | Rwanda Basketball League                    | Champion du Rwanda       |
| AS Douanes           | Dakar, Sénégal         | Nationale 1                                 | Champion du Sénégal      |
| US Monastir          | Monastir, Tunisie      | Pro A                                       | Champion de Tunisie      |
| Ferroviário da Beira | Beira, Mozambique      | Division I                                  | Tournoi de qualification |
| City Oilers          | Kampala, Ouganda       | National Basketball League                  | Tournoi de qualification |
| Cape Town Tigers     | Le Cap, Afrique du Sud | Championnat d'Afrique du Sud de basket-ball | Tournoi de qualification |
| SLAC                 | Conakry, Guinée        | Ligue 1                                     | Tournoi de qualification |
| Stade malien         | Bamako, Mali           | Ligue 1                                     | Tournoi de qualification |
| Abidjan Basket Club  | Abidjan, Côte d'Ivoire | Championnat de Côte d'Ivoire de basket-ball | Tournoi de qualification |

## Formule
Les douze équipes sont réparties en deux conférences géographiques de six équipes, la conférence du Sahara et la conférence du Nil. Chaque équipe s'affronte une fois au sein de chaque conférence. Les quatre premiers de chaque conférence se qualifient pour les quarts de finale.

## Compétition

### Playoffs
Les confrontations du tableau final sont déterminées selon le bilan des clubs lors de la première phase. Les rencontres ont lieu du 21 au 27 mai 2023 à la Kigali Arena de Kigali au Rwanda.
|  | Quarts de finale 21 et 22 mai 2023 | Quarts de finale 21 et 22 mai 2023 |                 |                 | Demi-finales 25 mai 2023    | Demi-finales 25 mai 2023    |    |  | Finale 27 mai 2023 | Finale 27 mai 2023 |
|  | Quarts de finale 21 et 22 mai 2023 | Quarts de finale 21 et 22 mai 2023 |                 |                 | Demi-finales 25 mai 2023    | Demi-finales 25 mai 2023    |    |  | Finale 27 mai 2023 | Finale 27 mai 2023 |
|  |                                    |                                    |                 |                 |                             |                             |    |  |                    |                    |
|  | 21 mai                             | 21 mai                             |                 |                 | 25 mai                      | 25 mai                      |    |  | 26 mai             | 26 mai             |
|  | 21 mai                             | 21 mai                             |                 |                 | 25 mai                      | 25 mai                      |    |  | 26 mai             | 26 mai             |
|  | Al Ahly                            | 94                                 |                 |                 | 25 mai                      | 25 mai                      |    |  | 26 mai             | 26 mai             |
|  | Al Ahly                            | 94                                 |                 |                 | 25 mai                      | 25 mai                      |    |  | 26 mai             | 26 mai             |
|  | REG                                | 77                                 |                 |                 | 25 mai                      | 25 mai                      |    |  | 26 mai             | 26 mai             |
|  | REG                                | 77                                 | Al Ahly         | 78              |                             |                             |    |  | 26 mai             | 26 mai             |
|  | 21 mai                             |                                    | Al Ahly         | 78              |                             |                             |    |  | 26 mai             | 26 mai             |
|  |                                    | Stade malien                       | 73              |                 |                             |                             |    |  | 26 mai             | 26 mai             |
|  | Stade malien                       | Stade malien                       | 73              | 78              |                             |                             |    |  | 26 mai             | 26 mai             |
|  | Stade malien                       |                                    |                 | 78              |                             |                             |    |  | 26 mai             | 26 mai             |
|  | Cape Town Tigers                   | 69                                 |                 |                 |                             |                             |    |  | 26 mai             | 26 mai             |
|  | Cape Town Tigers                   | 69                                 | Al Ahly         | 80              |                             |                             |    |  |                    |                    |
|  | 22 mai                             |                                    | Al Ahly         | 80              |                             |                             |    |  |                    |                    |
|  |                                    | AS Douanes                         | 65              |                 |                             |                             |    |  |                    |                    |
|  | Petro de Luanda                    | AS Douanes                         | 65              | 88              |                             |                             |    |  |                    |                    |
|  | Petro de Luanda                    | 25 mai                             |                 | 88              |                             |                             |    |  |                    |                    |
|  | Abidjan Basket Club                | 84                                 |                 |                 |                             |                             |    |  |                    |                    |
|  | Abidjan Basket Club                | 84                                 | Petro de Luanda | 86              |                             |                             |    |  |                    |                    |
|  | 22 mai                             | 22 mai                             | Petro de Luanda | 86              | Troisième place 26 mai 2023 | Troisième place 26 mai 2023 |    |  |                    |                    |
|  | 22 mai                             | 22 mai                             |                 | AS Douanes      | Troisième place 26 mai 2023 | Troisième place 26 mai 2023 | 92 |  |                    |                    |
|  | AS Douanes                         | 93                                 | 26 mai          | 26 mai          |                             |                             | 92 |  |                    |                    |
|  | AS Douanes                         | 93                                 | 26 mai          | 26 mai          |                             |                             |    |  |                    |                    |
|  | Ferroviário da Beira               | 73                                 |                 | Petro de Luanda | 65                          |                             |    |  |                    |                    |
|  | Ferroviário da Beira               | 73                                 |                 | Petro de Luanda | 65                          |                             |    |  |                    |                    |
|  |                                    |                                    |                 |                 |                             |                             |    |  | Stade malien       | 73                 |
|  |                                    |                                    |                 |                 |                             |                             |    |  | Stade malien       | 73                 |